# Standard (Scandal-album)
A Standard a Scandal japán pop-rock együttes ötödik stúdióalbuma, amely 2013. október 2-án jelent meg az Epic kiadásában.

## Számlista
| 1.  | Brand New Wave                                                                                        |  |  |       |
| 2.  | Over Drive                                                                                            |  |  |       |
| 3.  | Ucsiagehanabi (打ち上げ花火; rakéta)                                                                  |  |  |       |
| 4.  | Orange Juice (オレンジジュース; narancslé)                                                            |  |  |       |
| 5.  | Metronome (メトロノーム; metronóm)                                                                    |  |  |       |
| 6.  | Weather Report                                                                                        |  |  |       |
| 7.  | Hacsigacu                                                                                             |  |  |       |
| 8.  | Avanai cumori no, genki de ne (会わないつもりの、元気でね; nem akarlak többet látni, vigyázz magadra) |  |  | 04:25 |
| 9.  | Kagen no cuki (下弦の月; fogyó hold)                                                                  |  |  | 03:38 |
| 10. | Koi no Gestalt hókai (恋のゲシュタルト崩壊; a szerelem alakjának összeomlása)                         |  |  |       |
| 11. | Kimi to mirai to kanzen dóki (キミと未来と完全同期; Teljesen szinkronban veled és a jövővel)          |  |  | 04:37 |
| 12. | Namida jo hikare (涙よ光れ; csillogó könnycseppek)                                                    |  |  |       |
| 13. | Standard                                                                                              |  |  |       |

| 1. | Avanai cumori no, genki de ne (videóklip) |  |
| 2. | Kagen no cuki (videóklip)                 |  |
| 3. | Scandal in the House (videóklip)          |  |

## Slágerlista-helyezések
| Album                               | Album                                | Album                | Album |
| Ország                              | Toplista                             | Legmagasabb helyezés |       |
| ----------------------------------- | ------------------------------------ | -------------------- | ----- |
| Japán                               | Oricon napi albumlista               | 2                    |       |
| Japán                               | Oricon heti albumlista               | 3                    |       |
| Japán                               | Oricon havi albumlista               | 6                    |       |
| Japán                               | SoundScan albumlista (CD+DVD)        | 3                    |       |
| Japán                               | SoundScan albumlista (CD+t-ing)      | 6                    |       |
| Japán                               | SoundScan albumlista (normál kiadás) | 14                   |       |
| Japán                               | Billboard Japan Top Albums           | 3                    |       |
| Dél-Korea                           | Kaon heti albumlista                 | 92                   |       |
| Dél-Korea                           | Kaon heti nemzetközi albumlista      | 15                   |       |
| Dél-Korea                           | Kaon havi nemzetközi albumlista      | 92                   |       |
| Kislemezek/egyéb slágerlistás dalok |                                      |                      |       |
| Dal                                 | Toplista                             | Legmagasabb helyezés |       |
| Avanai cumori no, genki de ne       |                                      |                      |       |
| Oricon                              | 4                                    |                      |       |
| Billboard Japan Hot 100             | 10                                   |                      |       |
| Kagen no cuki                       |                                      |                      |       |
| Oricon                              | 5                                    |                      |       |
| Billboard Japan Hot 100             | 6                                    |                      |       |
| Over Drive                          |                                      |                      |       |
| Oricon                              | 7                                    |                      |       |
| Billboard Japan Hot 100             | 6                                    |                      |       |
| RTHK J-Pop (Hongkong)               | 1                                    |                      |       |
| Brand New Wave                      |                                      |                      |       |
| Billboard Japan Hot 100             | 48                                   |                      |       |

| Hé | Ke | Sze | Csü | Pé | Szo | Va | Heti helyezés | Eladások |
| -- | -- | --- | --- | -- | --- | -- | ------------- | -------- |
| -  | 2  | 3   | 3   | 3  | 3   | 6  | 3             | 43 069   |
| 3  | 22 | 12  | 11  | 11 | 10  | 11 | 12            | 5 400    |
| 10 | 26 | 19  | 15  | 14 | 16  | 30 | 22            | 2 781    |
| 18 | x  | x   | x   | x  | 38  | 41 | 57            | 1 818    |
| 24 | x  | x   | x   | 47 | 49  | 45 | 57            | 1 356    |
| x  | x  | x   | x   | x  | x   | x  | 105           | 905      |

### Eladási adatok
| Ország    | Megjelenés       | Albumlista                                | Legjobb helyezés | Eladások | Összeladás | Hét   |
| --------- | ---------------- | ----------------------------------------- | ---------------- | -------- | ---------- | ----- |
| Japán     | 2013. október 2. | Napi albumlista                           | 2                | 21 979   | 55 329     | 6 hét |
| Japán     | 2013. október 2. | Heti albumlista                           | 3                | 43 069   | 55 329     | 6 hét |
| Japán     | 2013. október 2. | Havi albumlista (2013 október)            | 6                | 54 424   | 55 329     | 6 hét |
| Dél-Korea | 2013. október 8. | Havi nemzetközi albumlista (2013 október) | 92               | 141      | 141        | 1 hét |

## Megjelenések
| Régió                     | Dátum             | Formátum               |
| ------------------------- | ----------------- | ---------------------- |
| Japán                     | 2013. október 2.  | CD, digitális letöltés |
| Japán                     | 2013. október 19. | kölcsönzői CD          |
| Hongkong                  | 2013. október 2.  | CD, digitális letöltés |
| Tajvan                    | 2013. október 4.  | digitális letöltés     |
| Makaó                     | 2013. október 4.  | digitális letöltés     |
| Szingapúr                 | 2013. október 4.  | digitális letöltés     |
| Malajzia                  | 2013. október 4.  | digitális letöltés     |
| Thaiföld                  | 2013. október 4.  | digitális letöltés     |
| Fülöp-szigetek            | 2013. október 4.  | digitális letöltés     |
| Indonézia                 | 2013. október 4.  | digitális letöltés     |
| India                     | 2013. október 4.  | digitális letöltés     |
| Vietnám                   | 2013. október 4.  | digitális letöltés     |
| Kambodzsa                 | 2013. október 4.  | digitális letöltés     |
| Laosz                     | 2013. október 4.  | digitális letöltés     |
| Brunei                    | 2013. október 4.  | digitális letöltés     |
| Srí Lanka                 | 2013. október 4.  | digitális letöltés     |
| Mikronézia                | 2013. október 4.  | digitális letöltés     |
| Fidzsi-szigetek           | 2013. október 4.  | digitális letöltés     |
| Nepál                     | 2013. október 4.  | digitális letöltés     |
| Pápua Új-Guinea           | 2013. október 4.  | digitális letöltés     |
| Amerikai Egyesült Államok | 2013. október 4.  | digitális letöltés     |
| Kanada                    | 2013. október 4.  | digitális letöltés     |
| Argentína                 | 2013. október 4.  | digitális letöltés     |
| Brazília                  | 2013. október 4.  | digitális letöltés     |
| Chile                     | 2013. október 4.  | digitális letöltés     |
| Kolumbia                  | 2013. október 4.  | digitális letöltés     |
| Peru                      | 2013. október 4.  | digitális letöltés     |
| Ausztria                  | 2013. október 4.  | digitális letöltés     |
| Finnország                | 2013. október 4.  | digitális letöltés     |
| Franciaország             | 2013. október 4.  | digitális letöltés     |
| Németország               | 2013. október 4.  | digitális letöltés     |
| Olaszország               | 2013. október 4.  | digitális letöltés     |
| Hollandia                 | 2013. október 4.  | digitális letöltés     |
| Spanyolország             | 2013. október 4.  | digitális letöltés     |
| Svédország                | 2013. október 4.  | digitális letöltés     |
| Svájc                     | 2013. október 4.  | digitális letöltés     |
| Egyesült Királyság        | 2013. október 4.  | digitális letöltés     |
| Oroszország               | 2013. október 4.  | digitális letöltés     |
| Ausztrália                | 2013. október 4.  | digitális letöltés     |
| Új-Zéland                 | 2013. október 4.  | digitális letöltés     |
| Dél-Korea                 | 2013. október 8.  | CD, digitális letöltés |